# Fagereds sanatorium

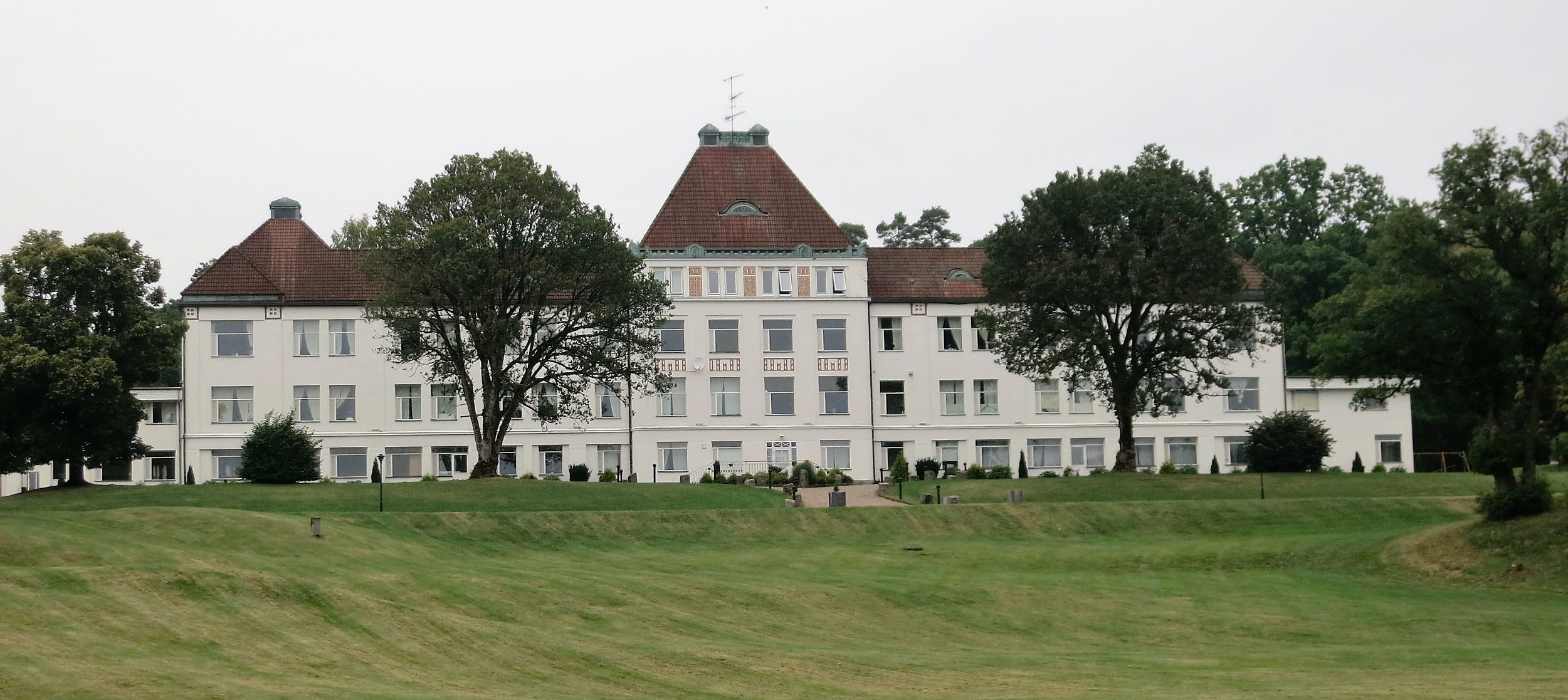

Fagereds sanatorium eller Liahemmet (ursprungligen benämnt Obbhults sanatorium efter den gård där det byggdes) i Obbhult, Fagereds socken, i Falkenbergs kommun, i Hallands län, var en sjukvårdsinrättning.
Sanatoriet byggdes 1912–1914 av Hallands landsting enligt Rudolf Langes ritningar, och öppnade i augusti 1914. Till detta sanatorium kom patienter för vård av tuberkulos. Det uppfördes på en skogbevuxen södersluttning några hundra meter från Lia station vid Falkenbergs järnväg som gick mellan Falkenberg och Limmared. År 1958 lades sanatorieverksamheten ner och Liahemmet blev ett vårdhem för långtidssjuka och lätt psykiskt sjuka fram till 1995.
En tid ägdes hemmet av Stiftelsen International Institute of Health and Education, en organisation som står sjundedagsadventisterna nära.
År 2011 skedde en ombyggnad till ett hotell/vandrarhem, kallat Lia Hof. Under hösten 2012 förvandlades den nyrenoverade anläggningen till en flyktingförläggning för asylsökande.

## Överläkare
- Konrad Bertilsson (1914–1923)
- Victor Steffen (1923–1958)